# Iv Koto Pulau Punjung
Iv Koto Pulau Punjung is een bestuurslaag in het regentschap Dharmasraya van de provincie West-Sumatra, Indonesië. Iv Koto Pulau Punjung telt 7482 inwoners (volkstelling 2010).